# Sylvie (bande dessinée)
Sylvie est une série de bande dessinée du Français Martial publiée dans l'hebdomadaire belge Bonnes Soirées (puis Bonne Soirée) de 1952 à 1994.
Cette série familiale humoristique met en scène la jeune blonde Sylvie, son mari Guy et leur fils Thierry, dont la vie n'est guère perturbée que par de rares scènes de ménage.
Sylvie a fait l'objet de dix albums chez différents éditeurs entre 1964 et 2013.